# Luz María Múnera
Luz María Múnera Medina (Medellín, 5 de enero de 1967), también conocida como Luzma Múnera, es una administradora pública, lideresa social y política colombiana. Ejerció como concejala de Medellín en el período de 2016-2019, luego de varios años de activismo en la ciudad. Se desempeñó como representante a la Cámara por el departamento de Antioquia, por la coalición Pacto Histórico y su partido, el Polo Democrático Alternativo. En 2023 fue nombrada viceministra en el Ministerio de la Igualdad y en 2024 fue designada como consejera presidencial para las regiones.

## Vida política
Múnera Medina empezó sus estudios de periodismo, en la Universidad de Antioquia, los cuales no pudo concluir. Allí actuó como activista en el marco del movimiento estudiantil de dicha universidad durante las décadas de los ochenta y noventa. Ingresó al Polo Democrático desde el momento de su fundación en 2005, siendo una persona muy cercana a figuras como las de Rodrigo Saldarriaga y Carlos Gaviria Díaz, a quien le gerenció su campaña presidencial del 2006. 
Posteriormente, decidió aspirar al Concejo de Medellín por su partido y quedó electa para el periodo 2016-2019. Se desempeñó como corporada de oposición durante la alcaldía de Federico Gutiérrez, convirtiéndose en una figura de ciudad debido a sus férreas posturas frente a la privatización y desfinanciación de UNE Telecomunicaciones y Empresas Públicas de Medellín, la problemática en el megaproyecto hidroeléctrico Hidroituango y el control político ejercido a dicha administración.
Tras este período, el Polo Democrático la eligió como candidata cabeza de lista de su partido para las Elecciones legislativas de Colombia de 2022, lo que se vio reflejado en que ocupara el puesto número tres en la lista cerrada del Pacto Histórico en ese departamento, quedando electa junto con sus colegas Susana Gómez Castaño y Alejandro Toro.
Su principal apuesta legislativa fue acompañar la agenda del gobierno de Gustavo Petro desde la Comisión Primera Constitucional, a la cual perteneció. Además, se caracterizó por ser una férrea opositora del alcalde de Medellín, Daniel Quintero Calle, como se evidenció en su postura negativa frente a la venta de la participación accionaria de Empresas Públicas de Medellín en UNE. Ante el escándalo del senador Álex Flórez Hernández, le solicitó la renuncia, pese a pertenecer a su misma bancada, aduciendo motivos éticos. En septiembre de 2023 el Consejo de Estado se pronunció sobre una demanda del partido Centro Democrático frente a las elecciones legislativas, determinando que había un error en el conteo de votos en Antioquia por lo que ordenó declarar nula la elección de Múnera.

### Gobierno Petro
Tras su salida del legislativo, Múnera fue llamada en octubre de 2023 por la vicepresidenta Francia Márquez para ocupar el cargo de Viceministra para las Poblaciones y Territorios Excluidos y Superación de la Pobreza en el recién creado Ministerio de la Igualdad, cargo que ocupó hasta abril de 2024.
En mayo de 2024, Múnera fue designada como consejera para las regiones tras la salida de Sandra Ortiz.